# Åke Persson (företagsledare)
Karl Åke Persson, född 22 februari 1939 i Gustav Vasa församling i Stockholm, är en svensk ingenjör och företagsledare.
Persson tog civilingenjörsexamen vid Kungliga Tekniska Högskolan i Stockholm 1962 och teknologie licentiat-examen där 1965. Han tjänstgjorde vid Försvarets forskningsanstalt 1972–1985: som sektionschef 1972–1976 och som institutionschef 1976–1985. År 1985 grundade han det egna företaget Dynamec Research AB, för vilket han var verkställande direktör 1985–2010.
Åke Persson invaldes 1982 som ledamot av Kungliga Krigsvetenskapsakademien.